# Hrobka Auerspergů (Vlašim)
Hrobka Auerspergů nebo také Auersperská hrobka je pohřební kaple původně kraňského šlechtického rodu Auerspergů ve Vlašimi v okrese Benešov. Neoklasicistní budova z roku 1884 se nachází severně od ulice Prokopova v parku, který vznikl na místě zrušeného hřbitova. Hrobka je památkově chráněná a vlastní ji římskokatolická farnost Vlašim.

## Historie
Vlašimské panství získala v roce 1744 knížata z Auerspergu, k čemuž došlo sňatkem Marie Josefy z Trautsonu (1724–1792) s Karlem Josefem z Auerspergu (1720–1800).
Hřbitov u sv. Jiljí se rozkládal přibližně mezi ulicemi Komenského a Lumíra Březovského. Plocha hřbitova, který byl zrušen v roce 1979, získala parkovou úpravu. V jeho jižní části se nachází samostatně stojící pohřební kaple. Byla postavena v roce 1884 pro majitele vlašimského zámku. Jako první zde byla pohřbena Johanna Auerspergová, rozená Festeticsová z Tolny (1830–1884), poté její manžel Adolf Vilém z Auerspergu (1821–1885) a nakonec jejich vnuk.
Po zrušení hřbitova byly ostatky knížecí rodiny přeneseny do krypty pod kostelem sv. Jiljí.

## Architektura

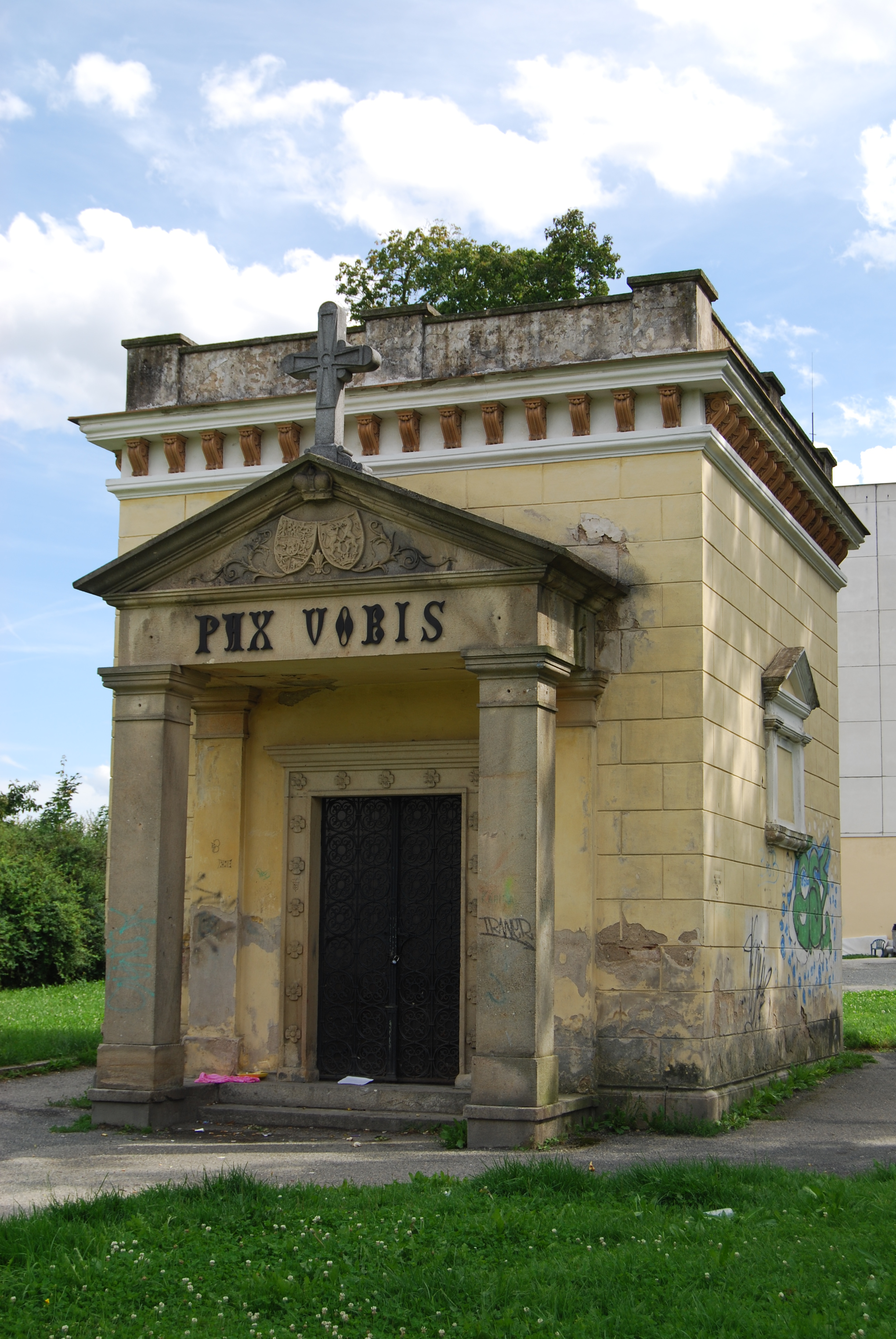
Pohřební kaple před restaurováním

Osamoceně stojící hrobka v neoklasicistním stylu má podobu kaple obdélného půdorysu. Kdysi dominantní prvek se stal poslední připomínkou zaniklého hřbitova.
Nejvíce zdobené je vstupní, tedy severní průčelí, které je úmyslně obrácené ke kostelu sv. Jiljí, kam také přes hřbitov vedla přímá cesta. Z tohoto důvodu je oltář poněkud netradičně orientovaný na jih. Průčelí předstupuje portikus na dvou hranolových pilířích. Nad ním je trojúhelníkový štít, který zakončuje kamenný kříž se zaoblenými rameny. Na architrávu je vsazen kovový nápis PAX VOBIS (Pokoj s Vámi). Uprostřed štítů je plasticky vyveden alianční znak Auerspergů a Festeticsů a nad ním knížecí koruna. Znak je doplněný o florální motivy. Další zdobné prvky portiku se nedochovaly, připomínají je však otvory v kameni.
Kamenný pravoúhlý vstupní portál je rámovaný květinovým dekorem. V něm je vsazena dvoukřídlá mříž.
Fasády jsou členěny omítkovým kvádrováním. Boční fasády navíc zdobí slepá okna zakončená tympanonem. Na zadní stěně je malé kruhové okénko, které osvětluje oltář, a dva jednoduché okapové svody (chrliče). V horní části hrobku obíhá římsa podpíraná zdobnými volutovými konzolami. Nad ní je kamenná ohrádka s třemi sloupky na každé straně, která zakrývá mírně šikmé střechy se světlíkem.

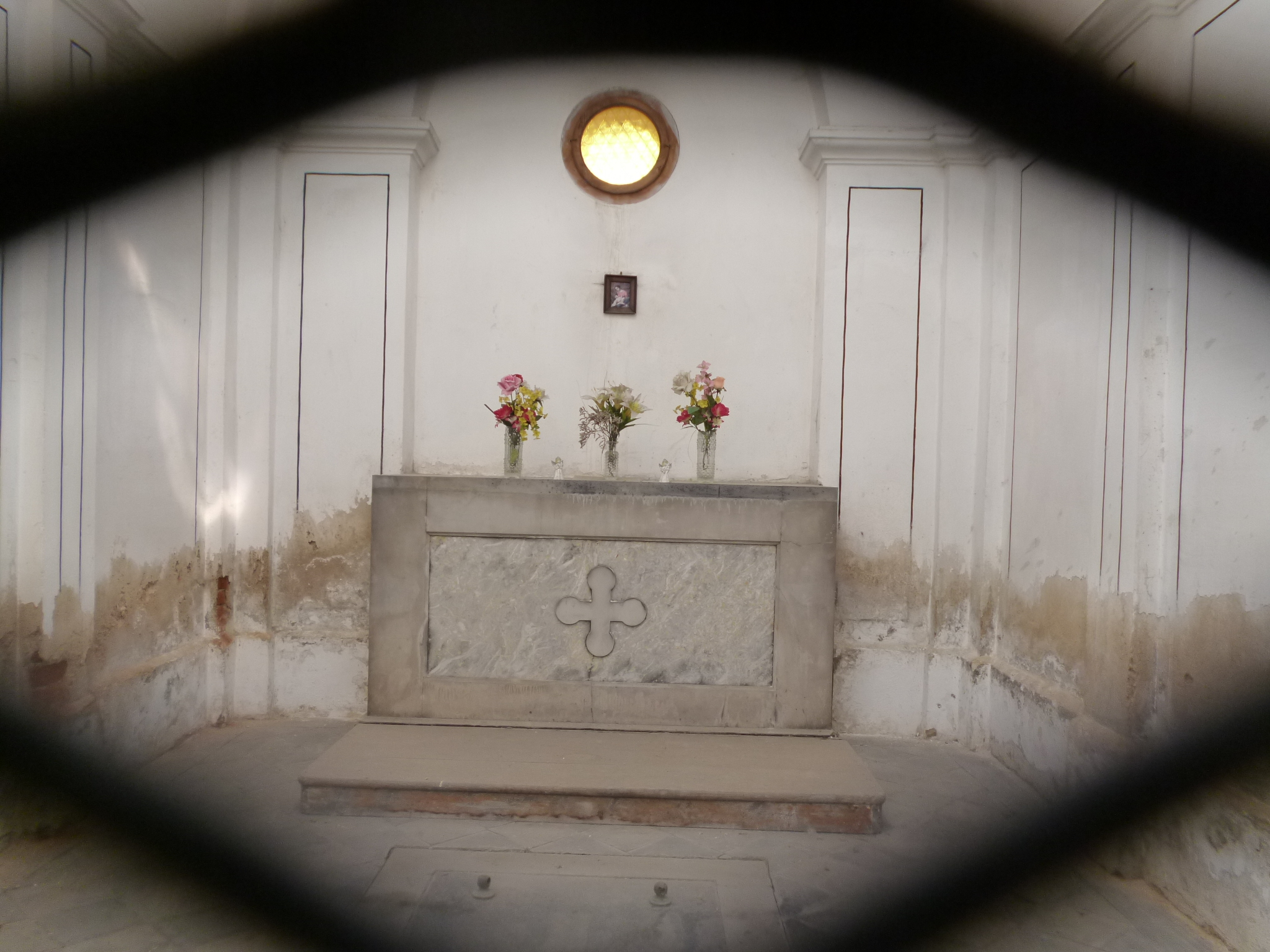
Interiér kaple

Interiér má valenou klenbu se světlíkem. Podlahu tvoří černé a bílé dlaždice položené na koso a žulový kámen zakrývající 
vchod do krypty, na kterém je znázorněn kříž a letopočet 1884. Vnitřní stěny stěny jsou členěny pilastry. V interiéru kaple se dochovala mramorová oltářní mensa proti vchodu. Na východní stěně je zazděna žulová deska ve štukovém rámu s německým nápisem Was eng umschlossen dieser Raum enthaelt Für unsere Herzen war es eine Welt 9ten Maerz 1884 (Na tomto místě je uloženo vše, co nás těsně obklopuje. Pro naše srdce to znamená svět. 9. března 1884).
Součástí kaple bývala pískovcová socha Panny Marie s Ježíškem, která byla z bezpečnostních důvodů v 90. letech 20. století přesunuta do předsíně bočního vchodu nedaleko stojícího děkanského kostela sv. Jiljí.

## Seznam pochovaných
V hrobce byly pohřbeny tři osoby, ale ostatky se v ní už nenacházejí.

### Chronologicky podle data úmrtí (výběr)
V tabulce jsou uvedeny základní informace o pohřbených. Fialově jsou vyznačeni příslušníci rodu Auerspergů, žlutě je vyznačena manželka přivdaná do rodiny. První zmínky o rodu jsou doloženy k roku 1220, zde jsou však generace počítány až od Děpolda z Auerspergu (1362–1428), jehož vnuci Pankrác (1441–1496) a Vollrath († 1495) založili dvě hlavní linie rodu. V roce 1550 získal rod stav svobodných pánů, v roce 1630 hraběcí stav, v roce 1653 byla jedna rodová linie povýšena do knížecího stavu. U manželek je generace v závorce a týká se generace manžela. 
Příbuzenství Viléma Adolfa je třeba blíže určit a ověřit.
| Pořadí | Gene-race | Jméno pohřbeného             | Datum a místo narození                  | Otec                                                              | Datum a místo sňatku, choť                                                                             | Pohřeb a uložení do hrobky                   | Poznámky |
| Pořadí | Gene-race | Jméno pohřbeného             | Datum a místo úmrtí                     | Matka                                                             | Datum a místo sňatku, choť                                                                             | Pohřeb a uložení do hrobky                   | Poznámky |
| ------ | --------- | ---------------------------- | --------------------------------------- | ----------------------------------------------------------------- | --- | -------------------------------------------- | --- |
| 1.     | (14.)     | Johanna Festeticsová z Tolny | 15. 6. 1830 Tolna                       | Ernő Jan Festetics z Tolny 24. 8. 1800 Praha – 19. 11. 1869 Praha | 6. 10. 1857 Vlašim: Adolf Vilém z Auerspergu                                                           | Pohřbena 13. 3. 1884 na hřbitově ve Vlašimi. | Zemřela na zatuzení jater. Narodilo se jí pět dětí: - 1. Karel 9. kníže z Auerspergu (1859–1927) - 2. Johanna, provd. Rohanová (1860–1922; pohřbena v Rohanské hrobce v Loukově) - 3. Ernestina (1862–1935) - 4. Aglaja, provd. Kinská (1868–1919) - 5. František Maria (1869–1918) |
| 1.     | (14.)     | Johanna Festeticsová z Tolny | 9. 3. 1884 Vídeň                        | Jana Kocová z Dobrše 19. 3. 1809 – 9. 11. 1869 Praha              | 6. 10. 1857 Vlašim: Adolf Vilém z Auerspergu                                                           | Pohřbena 13. 3. 1884 na hřbitově ve Vlašimi. | Zemřela na zatuzení jater. Narodilo se jí pět dětí: - 1. Karel 9. kníže z Auerspergu (1859–1927) - 2. Johanna, provd. Rohanová (1860–1922; pohřbena v Rohanské hrobce v Loukově) - 3. Ernestina (1862–1935) - 4. Aglaja, provd. Kinská (1868–1919) - 5. František Maria (1869–1918) |
| 2.     | 14.       | Adolf Vilém z Auerspergu     | 21. 7. 1821 Vlašim                      | (Karel) Vilém II. z Auerspergu (č. x827)                          | 26. 10. 1845 Praha: Johanna Aloisie Mladotová ze Solopisk 14. 11. 1820 Mašťov – 26. 10. 1849 Bad Ischl | Pohřben 10. 1. 1885 v kryptě na hřbitově.    | Ministerský předseda Předlitavska (1871–1879), v tomto úřadě vystupoval proti českým zájmům. V roce 1859 odešel z armády s hodností majora ad honores, c. k. tajný rada (1868), nejvyšší zemský maršálek Českého království (1867–1870), předseda c. k. nejvyššího účetního dvora (1879–1885), poslanec Českého zemského sněmu (1867–1870, 1872–1883), doživotní člen rakouské Panské sněmovny (1869–1885), rytíř rakouského Řádu zlatého rouna (1878). Majitel zámku Goldegg (od roku 1880) a velkostatku Libouň. Zemřel na krvácení do mozku (encephalorrhagia). Jeho starší bratr Karel Vilém z Auerspergu (1814–1890), 8. kníže z Auerspergu a vévoda z Gotschee, byl ministerským předsedou Předlitavska (1867–1868). |
| 2.     | 14.       | Adolf Vilém z Auerspergu     | 5. 1. 1885 zámek Goldegg, Dolní Rakousy | Frederika Luisa z Lente (č. x860)                                 | 6. 10. 1857 Vlašim: Johanna Festeticsová z Tolny (č. 2)                                                | Pohřben 10. 1. 1885 v kryptě na hřbitově.    | Ministerský předseda Předlitavska (1871–1879), v tomto úřadě vystupoval proti českým zájmům. V roce 1859 odešel z armády s hodností majora ad honores, c. k. tajný rada (1868), nejvyšší zemský maršálek Českého království (1867–1870), předseda c. k. nejvyššího účetního dvora (1879–1885), poslanec Českého zemského sněmu (1867–1870, 1872–1883), doživotní člen rakouské Panské sněmovny (1869–1885), rytíř rakouského Řádu zlatého rouna (1878). Majitel zámku Goldegg (od roku 1880) a velkostatku Libouň. Zemřel na krvácení do mozku (encephalorrhagia). Jeho starší bratr Karel Vilém z Auerspergu (1814–1890), 8. kníže z Auerspergu a vévoda z Gotschee, byl ministerským předsedou Předlitavska (1867–1868). |
| 3.     | 16.       | Vilém Adolf (z Auerspergu ?) | 1886                                    |                                                                   | | [ pozn. 4 ]                                  | Vnuk Adolfa Viléma z Auerspergu (č. 2) a Johanny Festeticsové z Tolny (č. 1). |
| 3.     | 16.       | Vilém Adolf (z Auerspergu ?) | 1886                                    |                                                                   | | [ pozn. 4 ]                                  | Vnuk Adolfa Viléma z Auerspergu (č. 2) a Johanny Festeticsové z Tolny (č. 1). |

### Auerspergové pohřbení jinde ve Vlašimi
Ve Vlašimi byli pohřbení i další příslušníci rodu. 
| Pořadí | Gene-race | Jméno pohřbeného                             | Datum a místo narození                | Otec | Datum a místo sňatku, choť                                                             | Pohřeb a uložení do hrobky                       | Poznámky |
| Pořadí | Gene-race | Jméno pohřbeného                             | Datum a místo úmrtí                   | Matka | Datum a místo sňatku, choť                                                             | Pohřeb a uložení do hrobky                       | Poznámky |
| ------ | --------- | -------------------------------------------- | ------------------------------------- | --- | -------------------------------------------------------------------------------------- | ------------------------------------------------ | --- |
| x822.  | 12.       | Vilém I. z Auerspergu                        | 9. 8. 1749 Vídeň                      | Karel Josef z Auerspergu 17. 2. 1720 Vídeň – 2. 10. 1800 Losenstein                                         | 1./10. 2. 1776 Doksy: Leopoldina Františka z Waldstein-Wartenbergu (č. x846)           | Pohřben 20. 3. 1822 ve Vlašimi.                  | 6. kníže z Auerspergu (1800–1822), generál, majitel panství Vlašim. Zemřel ve věku 72 let na opakovanou mozkovou mrtvici. |
| x822.  | 12.       | Vilém I. z Auerspergu                        | 16. 3. 1822 Praha                     | Marie Josefa z Trautson-Falkensteinu 25. 8. 1724 Vídeň – 10. 5. 1792 Praha                                  | 1./10. 2. 1776 Doksy: Leopoldina Františka z Waldstein-Wartenbergu (č. x846)           | Pohřben 20. 3. 1822 ve Vlašimi.                  | 6. kníže z Auerspergu (1800–1822), generál, majitel panství Vlašim. Zemřel ve věku 72 let na opakovanou mozkovou mrtvici. |
| x827.  | (13.)     | (Karel) Vilém II. z Auerspergu               | 5. 10. 1782 Praha nebo Štýrský Hradec | Vilém I. z Auerspergu (č. x822)                                                                             | 2. 5. 1804 Tachov: Adelheid z Windisch-Graetzu 4. 12. 1788 Brusel – 8. 10. 1806 Lipsko | Pohřben 29. 1. 1827 ve Vlašimi.                  | 7. kníže z Auerspergu (1822–1827), c. k. komoří (1810), majitel panství Vlašim a majorátu Goldegg. Zemřel ve věku 46 let [!] na mozkovou mrtvici. |
| x827.  | (13.)     | (Karel) Vilém II. z Auerspergu               | 25. 1. 1827 Vlašim                    | Leopoldina Františka z Waldstein-Wartenbergu (č. x846)                                                      | 15. 2. 1810 Praha: Bedřiška z Lenthe (č. x860)                                         | Pohřben 29. 1. 1827 ve Vlašimi.                  | 7. kníže z Auerspergu (1822–1827), c. k. komoří (1810), majitel panství Vlašim a majorátu Goldegg. Zemřel ve věku 46 let [!] na mozkovou mrtvici. |
| x846.  | (12.)     | Leopoldina Františka z Waldstein-Wartenbergu | 7. 8. 1761 Mnichovo Hradiště          | Jan Vincenc Ferrerius z Waldstein-Wartenbergu 17. 6. 1731 Vídeň – 10. 4. 1797 Třebíč                        | 1./10. 2. 1776 Doksy: Vilém Karel I. z Auerspergu (č. x822)                            | Pohřbena 4. 12. 1846 v knížecí hrobce v kostele. | Zemřela ve věku 85 let na zanícení plic. Narodily se jí následující děti: - 1. Marie Josefa, provd. Göthen (1777–1811) - 2. Jindřiška (1778–1787) - 3. Marie Žofie, provd. Chotková (1780–1865) - 4. (Karel) Vilém II. (1782–1827; č. x827), 7. kníže - 5. Karel (1783–1847) - 6. Marie Terezie (1784–1819) - 7. Vincenc (1790–1812)                                                                              |
| x846.  | (12.)     | Leopoldina Františka z Waldstein-Wartenbergu | 30. 11. 1846 Praha                    | Žofie ze Šternberka 11. 6. 1738 Vídeň – 16. 1. 1803 Praha                                                   | 1./10. 2. 1776 Doksy: Vilém Karel I. z Auerspergu (č. x822)                            | Pohřbena 4. 12. 1846 v knížecí hrobce v kostele. | Zemřela ve věku 85 let na zanícení plic. Narodily se jí následující děti: - 1. Marie Josefa, provd. Göthen (1777–1811) - 2. Jindřiška (1778–1787) - 3. Marie Žofie, provd. Chotková (1780–1865) - 4. (Karel) Vilém II. (1782–1827; č. x827), 7. kníže - 5. Karel (1783–1847) - 6. Marie Terezie (1784–1819) - 7. Vincenc (1790–1812)                                                                              |
| x860.  | (13.)     | Bedřiška (Friederike) z Lenthe               | 13. 2. 1791 Celle                     | Karel Levin z Lenthe                                                                                        | 15. 2. 1810 Praha: (Karel) Vilém II. z Auerspergu (č. x827)                            | Pohřbena 6. 11. 1860 ve Vlašimi.                 | Zemřela ve věku 76 let [!] na ochrnutí plic. Narodily se jí následující děti: - 1. Aglaja, provd. Kocová z Dobrše (1812–1899) - 2. Vilemína, provd. z Nostitz-Rienecku (1813–1886) - 3. Karel Vilém (1814–1890) - 4. Alexander (1818–1866) - 5. Leopoldina (1820–1821) - 6. Adolf Vilém (1821–1885; č. 2) |
| x860.  | (13.)     | Bedřiška (Friederike) z Lenthe               | 3. 11. 1860 Praha                     | Jindřiška Bedřiška z Bennigsenu                                                                             | 15. 2. 1810 Praha: (Karel) Vilém II. z Auerspergu (č. x827)                            | Pohřbena 6. 11. 1860 ve Vlašimi.                 | Zemřela ve věku 76 let [!] na ochrnutí plic. Narodily se jí následující děti: - 1. Aglaja, provd. Kocová z Dobrše (1812–1899) - 2. Vilemína, provd. z Nostitz-Rienecku (1813–1886) - 3. Karel Vilém (1814–1890) - 4. Alexander (1818–1866) - 5. Leopoldina (1820–1821) - 6. Adolf Vilém (1821–1885; č. 2) |
| x876.  | 15.       | Vilém Vincenc z Auerspergu                   | 7. 10. 1854                           | Alexander z Auerspergu 6. 4. 1818 –2. 3. 1866 Székesfehérvár                                                |                                                                                        | Pohřben ve Vlašimi 10. 5. 1876.                  | Poručík dragounského pluku č. 13. Dne 6. 5. 1876 byl zraněn v souboji s Leopoldem Krakowským z Kolowrat (1852–1910) na Klamovce a následující den v Auersperském paláci na Malé Straně v Praze svým zraněním podlehl. Měl sestry Annu, provdanou Westphalen zu Fürstenberg (1852–1915), a Friederike (1858–1973), která i s matkou tragicky zemřela na následky požáru v rodinném sídle v Prešpurku (Bratislavě). |
| x876.  | 15.       | Vilém Vincenc z Auerspergu                   | 7. 5. 1876 Praha                      | Sárolta Szapáryová z Muraszombathu, Széchyszigetu a Szapáru 23. 6. 1831 – 21. 3. 1871 Prešpurk (Bratislava) |                                                                                        | Pohřben ve Vlašimi 10. 5. 1876.                  | Poručík dragounského pluku č. 13. Dne 6. 5. 1876 byl zraněn v souboji s Leopoldem Krakowským z Kolowrat (1852–1910) na Klamovce a následující den v Auersperském paláci na Malé Straně v Praze svým zraněním podlehl. Měl sestry Annu, provdanou Westphalen zu Fürstenberg (1852–1915), a Friederike (1858–1973), která i s matkou tragicky zemřela na následky požáru v rodinném sídle v Prešpurku (Bratislavě). |

### Příbuzenské vztahy pohřbených
Následující schéma znázorňuje příbuzenské vztahy. Červeně orámovaní byli pohřbeni v hrobce, arabské číslice odpovídají pořadí úmrtí podle předchozích tabulek. Modře jsou vyznačeny osoby pohřbené na jiných místech ve Vlašimi, mají speciální číslování. Římské číslice představují pořadí manželky nebo manžela, pokud se některý příslušník oženil nebo příslušnice vdala více než jednou. Tučně jsou vyznačena knížata z Auerspergu. Zeleně jsou orámované osoby pohřbené ve Vlašimi na jiném místě než v popisované hrobce. Příbuzenství Viléma Adolfa je potřeba určit. Vzhledem k účelu schématu se nejedná o kompletní rodokmen.
|                                                    |                                                    |                                                    |                                                    |                                                    |                                                    |  |  |                                                                        |                                                                        |                                                                        |                                                                        | Karel Josef z Auerspergu, 5. kníže 1720–1800                           | Karel Josef z Auerspergu, 5. kníže 1720–1800                           | Karel Josef z Auerspergu, 5. kníže 1720–1800 | Karel Josef z Auerspergu, 5. kníže 1720–1800 | Karel Josef z Auerspergu, 5. kníže 1720–1800      | Karel Josef z Auerspergu, 5. kníže 1720–1800      |                                                   |                                                   | Marie Josefa z Trautson-Falkensteinu 1724–1792    | Marie Josefa z Trautson-Falkensteinu 1724–1792    | Marie Josefa z Trautson-Falkensteinu 1724–1792 | Marie Josefa z Trautson-Falkensteinu 1724–1792 | Marie Josefa z Trautson-Falkensteinu 1724–1792 | Marie Josefa z Trautson-Falkensteinu 1724–1792 |                                          |                                          |                                          |                                          |  |  |                                                       |                                                       |                                                       |                                                       |                                                       |                                                       |  |  |                                              |                                              |                                              |                                              |                                              |                                              |  |  |                                           |                                           |                                           |                                           |                                           |                                           |  |  |                                               |                                               |                                               |                                               |                                               |                                               |  |  |                                      |                                      |                                      |                                      |                                      |                                      |  |  |                                                                       |                                                                       |                                                                       |                                                                       |                                                                       |                                                                       |  |  |                               |                               |                               |                               |                               |                               |  |  |
|                                                    |                                                    |                                                    |                                                    |                                                    |                                                    |  |  |                                                                        |                                                                        |                                                                        |                                                                        | Karel Josef z Auerspergu, 5. kníže 1720–1800                           | Karel Josef z Auerspergu, 5. kníže 1720–1800                           | Karel Josef z Auerspergu, 5. kníže 1720–1800 | Karel Josef z Auerspergu, 5. kníže 1720–1800 | Karel Josef z Auerspergu, 5. kníže 1720–1800      | Karel Josef z Auerspergu, 5. kníže 1720–1800      |                                                   |                                                   | Marie Josefa z Trautson-Falkensteinu 1724–1792    | Marie Josefa z Trautson-Falkensteinu 1724–1792    | Marie Josefa z Trautson-Falkensteinu 1724–1792 | Marie Josefa z Trautson-Falkensteinu 1724–1792 | Marie Josefa z Trautson-Falkensteinu 1724–1792 | Marie Josefa z Trautson-Falkensteinu 1724–1792 |                                          |                                          |                                          |                                          |  |  |                                                       |                                                       |                                                       |                                                       |                                                       |                                                       |  |  |                                              |                                              |                                              |                                              |                                              |                                              |  |  |                                           |                                           |                                           |                                           |                                           |                                           |  |  |                                               |                                               |                                               |                                               |                                               |                                               |  |  |                                      |                                      |                                      |                                      |                                      |                                      |  |  |                                                                       |                                                                       |                                                                       |                                                                       |                                                                       |                                                                       |  |  |                               |                               |                               |                               |                               |                               |  |  |
|                                                    |                                                    |                                                    |                                                    |                                                    |                                                    |  |  |                                                                        |                                                                        |                                                                        |                                                                        |                                                                        |                                                                        |                                              |                                              |                                                   |                                                   |                                                   |                                                   |                                                   |                                                   |                                                |                                                |                                                |                                                |                                          |                                          |                                          |                                          |  |  |                                                       |                                                       |                                                       |                                                       |                                                       |                                                       |  |  |                                              |                                              |                                              |                                              |                                              |                                              |  |  |                                           |                                           |                                           |                                           |                                           |                                           |  |  |                                               |                                               |                                               |                                               |                                               |                                               |  |  |                                      |                                      |                                      |                                      |                                      |                                      |  |  |                                                                       |                                                                       |                                                                       |                                                                       |                                                                       |                                                                       |  |  |                               |                               |                               |                               |                               |                               |  |  |
|                                                    |                                                    |                                                    |                                                    |                                                    |                                                    |  |  |                                                                        |                                                                        |                                                                        |                                                                        |                                                                        |                                                                        |                                              |                                              |                                                   |                                                   |                                                   |                                                   |                                                   |                                                   |                                                |                                                |                                                |                                                |                                          |                                          |                                          |                                          |  |  |                                                       |                                                       |                                                       |                                                       |                                                       |                                                       |  |  |                                              |                                              |                                              |                                              |                                              |                                              |  |  |                                           |                                           |                                           |                                           |                                           |                                           |  |  |                                               |                                               |                                               |                                               |                                               |                                               |  |  |                                      |                                      |                                      |                                      |                                      |                                      |  |  |                                                                       |                                                                       |                                                                       |                                                                       |                                                                       |                                                                       |  |  |                               |                               |                               |                               |                               |                               |  |  |
| x846. Leopoldina z Waldstein-Wartenbergu 1761–1846 | x846. Leopoldina z Waldstein-Wartenbergu 1761–1846 | x846. Leopoldina z Waldstein-Wartenbergu 1761–1846 | x846. Leopoldina z Waldstein-Wartenbergu 1761–1846 | x846. Leopoldina z Waldstein-Wartenbergu 1761–1846 | x846. Leopoldina z Waldstein-Wartenbergu 1761–1846 |  |  | x822. Vilém I. z Auerspergu, 6. kníže 1749–1822                        | x822. Vilém I. z Auerspergu, 6. kníže 1749–1822                        | x822. Vilém I. z Auerspergu, 6. kníže 1749–1822                        | x822. Vilém I. z Auerspergu, 6. kníže 1749–1822                        | x822. Vilém I. z Auerspergu, 6. kníže 1749–1822                        | x822. Vilém I. z Auerspergu, 6. kníže 1749–1822                        |                                              |                                              | Karel z Auersperg-Trautsonu 1750–1822             | Karel z Auersperg-Trautsonu 1750–1822             | Karel z Auersperg-Trautsonu 1750–1822             | Karel z Auersperg-Trautsonu 1750–1822             | Karel z Auersperg-Trautsonu 1750–1822             | Karel z Auersperg-Trautsonu 1750–1822             |                                                |                                                | Marie Josefa z Lobkowicz 1756–1823             | Marie Josefa z Lobkowicz 1756–1823             | Marie Josefa z Lobkowicz 1756–1823       | Marie Josefa z Lobkowicz 1756–1823       | Marie Josefa z Lobkowicz 1756–1823       | Marie Josefa z Lobkowicz 1756–1823       |  |  | Vincenc z Auerspergu 1763–1833                        | Vincenc z Auerspergu 1763–1833                        | Vincenc z Auerspergu 1763–1833                        | Vincenc z Auerspergu 1763–1833                        | Vincenc z Auerspergu 1763–1833                        | Vincenc z Auerspergu 1763–1833                        |  |  | Marie Aloisie z Clam-Gallasu 1774–1831       | Marie Aloisie z Clam-Gallasu 1774–1831       | Marie Aloisie z Clam-Gallasu 1774–1831       | Marie Aloisie z Clam-Gallasu 1774–1831       | Marie Aloisie z Clam-Gallasu 1774–1831       | Marie Aloisie z Clam-Gallasu 1774–1831       |  |  | Marie Františka z Auerspergu 1752–1791    | Marie Františka z Auerspergu 1752–1791    | Marie Františka z Auerspergu 1752–1791    | Marie Františka z Auerspergu 1752–1791    | Marie Františka z Auerspergu 1752–1791    | Marie Františka z Auerspergu 1752–1791    |  |  | Karel ze Salm-Reifferscheidt-Raitze 1750–1838 | Karel ze Salm-Reifferscheidt-Raitze 1750–1838 | Karel ze Salm-Reifferscheidt-Raitze 1750–1838 | Karel ze Salm-Reifferscheidt-Raitze 1750–1838 | Karel ze Salm-Reifferscheidt-Raitze 1750–1838 | Karel ze Salm-Reifferscheidt-Raitze 1750–1838 |  |  | Marie Aloisie z Auerspergu 1762–1825 | Marie Aloisie z Auerspergu 1762–1825 | Marie Aloisie z Auerspergu 1762–1825 | Marie Aloisie z Auerspergu 1762–1825 | Marie Aloisie z Auerspergu 1762–1825 | Marie Aloisie z Auerspergu 1762–1825 |  |  | Jan Alois II. z Oettingen-Oettingenu a Oettingen-Spielbergu 1758–1797 | Jan Alois II. z Oettingen-Oettingenu a Oettingen-Spielbergu 1758–1797 | Jan Alois II. z Oettingen-Oettingenu a Oettingen-Spielbergu 1758–1797 | Jan Alois II. z Oettingen-Oettingenu a Oettingen-Spielbergu 1758–1797 | Jan Alois II. z Oettingen-Oettingenu a Oettingen-Spielbergu 1758–1797 | Jan Alois II. z Oettingen-Oettingenu a Oettingen-Spielbergu 1758–1797 |  |  |                               |                               |                               |                               |                               |                               |  |  |
| x846. Leopoldina z Waldstein-Wartenbergu 1761–1846 | x846. Leopoldina z Waldstein-Wartenbergu 1761–1846 | x846. Leopoldina z Waldstein-Wartenbergu 1761–1846 | x846. Leopoldina z Waldstein-Wartenbergu 1761–1846 | x846. Leopoldina z Waldstein-Wartenbergu 1761–1846 | x846. Leopoldina z Waldstein-Wartenbergu 1761–1846 |  |  | x822. Vilém I. z Auerspergu, 6. kníže 1749–1822                        | x822. Vilém I. z Auerspergu, 6. kníže 1749–1822                        | x822. Vilém I. z Auerspergu, 6. kníže 1749–1822                        | x822. Vilém I. z Auerspergu, 6. kníže 1749–1822                        | x822. Vilém I. z Auerspergu, 6. kníže 1749–1822                        | x822. Vilém I. z Auerspergu, 6. kníže 1749–1822                        |                                              |                                              | Karel z Auersperg-Trautsonu 1750–1822             | Karel z Auersperg-Trautsonu 1750–1822             | Karel z Auersperg-Trautsonu 1750–1822             | Karel z Auersperg-Trautsonu 1750–1822             | Karel z Auersperg-Trautsonu 1750–1822             | Karel z Auersperg-Trautsonu 1750–1822             |                                                |                                                | Marie Josefa z Lobkowicz 1756–1823             | Marie Josefa z Lobkowicz 1756–1823             | Marie Josefa z Lobkowicz 1756–1823       | Marie Josefa z Lobkowicz 1756–1823       | Marie Josefa z Lobkowicz 1756–1823       | Marie Josefa z Lobkowicz 1756–1823       |  |  | Vincenc z Auerspergu 1763–1833                        | Vincenc z Auerspergu 1763–1833                        | Vincenc z Auerspergu 1763–1833                        | Vincenc z Auerspergu 1763–1833                        | Vincenc z Auerspergu 1763–1833                        | Vincenc z Auerspergu 1763–1833                        |  |  | Marie Aloisie z Clam-Gallasu 1774–1831       | Marie Aloisie z Clam-Gallasu 1774–1831       | Marie Aloisie z Clam-Gallasu 1774–1831       | Marie Aloisie z Clam-Gallasu 1774–1831       | Marie Aloisie z Clam-Gallasu 1774–1831       | Marie Aloisie z Clam-Gallasu 1774–1831       |  |  | Marie Františka z Auerspergu 1752–1791    | Marie Františka z Auerspergu 1752–1791    | Marie Františka z Auerspergu 1752–1791    | Marie Františka z Auerspergu 1752–1791    | Marie Františka z Auerspergu 1752–1791    | Marie Františka z Auerspergu 1752–1791    |  |  | Karel ze Salm-Reifferscheidt-Raitze 1750–1838 | Karel ze Salm-Reifferscheidt-Raitze 1750–1838 | Karel ze Salm-Reifferscheidt-Raitze 1750–1838 | Karel ze Salm-Reifferscheidt-Raitze 1750–1838 | Karel ze Salm-Reifferscheidt-Raitze 1750–1838 | Karel ze Salm-Reifferscheidt-Raitze 1750–1838 |  |  | Marie Aloisie z Auerspergu 1762–1825 | Marie Aloisie z Auerspergu 1762–1825 | Marie Aloisie z Auerspergu 1762–1825 | Marie Aloisie z Auerspergu 1762–1825 | Marie Aloisie z Auerspergu 1762–1825 | Marie Aloisie z Auerspergu 1762–1825 |  |  | Jan Alois II. z Oettingen-Oettingenu a Oettingen-Spielbergu 1758–1797 | Jan Alois II. z Oettingen-Oettingenu a Oettingen-Spielbergu 1758–1797 | Jan Alois II. z Oettingen-Oettingenu a Oettingen-Spielbergu 1758–1797 | Jan Alois II. z Oettingen-Oettingenu a Oettingen-Spielbergu 1758–1797 | Jan Alois II. z Oettingen-Oettingenu a Oettingen-Spielbergu 1758–1797 | Jan Alois II. z Oettingen-Oettingenu a Oettingen-Spielbergu 1758–1797 |  |  |                               |                               |                               |                               |                               |                               |  |  |
|                                                    |                                                    |                                                    |                                                    |                                                    |                                                    |  |  |                                                                        |                                                                        |                                                                        |                                                                        |                                                                        |                                                                        |                                              |                                              |                                                   |                                                   |                                                   |                                                   |                                                   |                                                   |                                                |                                                |                                                |                                                |                                          |                                          |                                          |                                          |  |  |                                                       |                                                       |                                                       |                                                       |                                                       |                                                       |  |  |                                              |                                              |                                              |                                              |                                              |                                              |  |  |                                           |                                           |                                           |                                           |                                           |                                           |  |  |                                               |                                               |                                               |                                               |                                               |                                               |  |  |                                      |                                      |                                      |                                      |                                      |                                      |  |  |                                                                       |                                                                       |                                                                       |                                                                       |                                                                       |                                                                       |  |  |                               |                               |                               |                               |                               |                               |  |  |
|                                                    |                                                    |                                                    |                                                    |                                                    |                                                    |  |  |                                                                        |                                                                        |                                                                        |                                                                        |                                                                        |                                                                        |                                              |                                              |                                                   |                                                   |                                                   |                                                   |                                                   |                                                   |                                                |                                                |                                                |                                                |                                          |                                          |                                          |                                          |  |  |                                                       |                                                       |                                                       |                                                       |                                                       |                                                       |  |  |                                              |                                              |                                              |                                              |                                              |                                              |  |  |                                           |                                           |                                           |                                           |                                           |                                           |  |  |                                               |                                               |                                               |                                               |                                               |                                               |  |  |                                      |                                      |                                      |                                      |                                      |                                      |  |  |                                                                       |                                                                       |                                                                       |                                                                       |                                                                       |                                                                       |  |  |                               |                               |                               |                               |                               |                               |  |  |
| I. Adelheid z Windischgrätzu 1788–1806             | I. Adelheid z Windischgrätzu 1788–1806             | I. Adelheid z Windischgrätzu 1788–1806             | I. Adelheid z Windischgrätzu 1788–1806             | I. Adelheid z Windischgrätzu 1788–1806             | I. Adelheid z Windischgrätzu 1788–1806             |  |  | x827. (Karel) Vilém II. z Auerspergu, 7. kníže 1782–1827               | x827. (Karel) Vilém II. z Auerspergu, 7. kníže 1782–1827               | x827. (Karel) Vilém II. z Auerspergu, 7. kníže 1782–1827               | x827. (Karel) Vilém II. z Auerspergu, 7. kníže 1782–1827               | x827. (Karel) Vilém II. z Auerspergu, 7. kníže 1782–1827               | x827. (Karel) Vilém II. z Auerspergu, 7. kníže 1782–1827               |                                              |                                              | II. x860. Friederike z Lenthe 1791–1860           | II. x860. Friederike z Lenthe 1791–1860           | II. x860. Friederike z Lenthe 1791–1860           | II. x860. Friederike z Lenthe 1791–1860           | II. x860. Friederike z Lenthe 1791–1860           | II. x860. Friederike z Lenthe 1791–1860           |                                                |                                                | Marie Žofie z Auerspergu 1780–1865             | Marie Žofie z Auerspergu 1780–1865             | Marie Žofie z Auerspergu 1780–1865       | Marie Žofie z Auerspergu 1780–1865       | Marie Žofie z Auerspergu 1780–1865       | Marie Žofie z Auerspergu 1780–1865       |  |  | Josef Chotek 1776–1809                                | Josef Chotek 1776–1809                                | Josef Chotek 1776–1809                                | Josef Chotek 1776–1809                                | Josef Chotek 1776–1809                                | Josef Chotek 1776–1809                                |  |  | Karel z Auerspergu 1783–1847                 | Karel z Auerspergu 1783–1847                 | Karel z Auerspergu 1783–1847                 | Karel z Auerspergu 1783–1847                 | Karel z Auerspergu 1783–1847                 | Karel z Auerspergu 1783–1847                 |  |  | Augusta z Lenthe 1790–1873                | Augusta z Lenthe 1790–1873                | Augusta z Lenthe 1790–1873                | Augusta z Lenthe 1790–1873                | Augusta z Lenthe 1790–1873                | Augusta z Lenthe 1790–1873                |  |  | Vincenc z Auerspergu 1790–1812                | Vincenc z Auerspergu 1790–1812                | Vincenc z Auerspergu 1790–1812                | Vincenc z Auerspergu 1790–1812                | Vincenc z Auerspergu 1790–1812                | Vincenc z Auerspergu 1790–1812                |  |  | Marie Gabriela z Lobkowicz 1793–1863 | Marie Gabriela z Lobkowicz 1793–1863 | Marie Gabriela z Lobkowicz 1793–1863 | Marie Gabriela z Lobkowicz 1793–1863 | Marie Gabriela z Lobkowicz 1793–1863 | Marie Gabriela z Lobkowicz 1793–1863 |  |  |                                                                       |                                                                       |                                                                       |                                                                       |                                                                       |                                                                       |  |  |                               |                               |                               |                               |                               |                               |  |  |
| I. Adelheid z Windischgrätzu 1788–1806             | I. Adelheid z Windischgrätzu 1788–1806             | I. Adelheid z Windischgrätzu 1788–1806             | I. Adelheid z Windischgrätzu 1788–1806             | I. Adelheid z Windischgrätzu 1788–1806             | I. Adelheid z Windischgrätzu 1788–1806             |  |  | x827. (Karel) Vilém II. z Auerspergu, 7. kníže 1782–1827               | x827. (Karel) Vilém II. z Auerspergu, 7. kníže 1782–1827               | x827. (Karel) Vilém II. z Auerspergu, 7. kníže 1782–1827               | x827. (Karel) Vilém II. z Auerspergu, 7. kníže 1782–1827               | x827. (Karel) Vilém II. z Auerspergu, 7. kníže 1782–1827               | x827. (Karel) Vilém II. z Auerspergu, 7. kníže 1782–1827               |                                              |                                              | II. x860. Friederike z Lenthe 1791–1860           | II. x860. Friederike z Lenthe 1791–1860           | II. x860. Friederike z Lenthe 1791–1860           | II. x860. Friederike z Lenthe 1791–1860           | II. x860. Friederike z Lenthe 1791–1860           | II. x860. Friederike z Lenthe 1791–1860           |                                                |                                                | Marie Žofie z Auerspergu 1780–1865             | Marie Žofie z Auerspergu 1780–1865             | Marie Žofie z Auerspergu 1780–1865       | Marie Žofie z Auerspergu 1780–1865       | Marie Žofie z Auerspergu 1780–1865       | Marie Žofie z Auerspergu 1780–1865       |  |  | Josef Chotek 1776–1809                                | Josef Chotek 1776–1809                                | Josef Chotek 1776–1809                                | Josef Chotek 1776–1809                                | Josef Chotek 1776–1809                                | Josef Chotek 1776–1809                                |  |  | Karel z Auerspergu 1783–1847                 | Karel z Auerspergu 1783–1847                 | Karel z Auerspergu 1783–1847                 | Karel z Auerspergu 1783–1847                 | Karel z Auerspergu 1783–1847                 | Karel z Auerspergu 1783–1847                 |  |  | Augusta z Lenthe 1790–1873                | Augusta z Lenthe 1790–1873                | Augusta z Lenthe 1790–1873                | Augusta z Lenthe 1790–1873                | Augusta z Lenthe 1790–1873                | Augusta z Lenthe 1790–1873                |  |  | Vincenc z Auerspergu 1790–1812                | Vincenc z Auerspergu 1790–1812                | Vincenc z Auerspergu 1790–1812                | Vincenc z Auerspergu 1790–1812                | Vincenc z Auerspergu 1790–1812                | Vincenc z Auerspergu 1790–1812                |  |  | Marie Gabriela z Lobkowicz 1793–1863 | Marie Gabriela z Lobkowicz 1793–1863 | Marie Gabriela z Lobkowicz 1793–1863 | Marie Gabriela z Lobkowicz 1793–1863 | Marie Gabriela z Lobkowicz 1793–1863 | Marie Gabriela z Lobkowicz 1793–1863 |  |  |                                                                       |                                                                       |                                                                       |                                                                       |                                                                       |                                                                       |  |  |                               |                               |                               |                               |                               |                               |  |  |
|                                                    |                                                    |                                                    |                                                    |                                                    |                                                    |  |  |                                                                        |                                                                        |                                                                        |                                                                        |                                                                        |                                                                        |                                              |                                              |                                                   |                                                   |                                                   |                                                   |                                                   |                                                   |                                                |                                                |                                                |                                                |                                          |                                          |                                          |                                          |  |  |                                                       |                                                       |                                                       |                                                       |                                                       |                                                       |  |  |                                              |                                              |                                              |                                              |                                              |                                              |  |  |                                           |                                           |                                           |                                           |                                           |                                           |  |  |                                               |                                               |                                               |                                               |                                               |                                               |  |  |                                      |                                      |                                      |                                      |                                      |                                      |  |  |                                                                       |                                                                       |                                                                       |                                                                       |                                                                       |                                                                       |  |  |                               |                               |                               |                               |                               |                               |  |  |
|                                                    |                                                    |                                                    |                                                    |                                                    |                                                    |  |  |                                                                        |                                                                        |                                                                        |                                                                        |                                                                        |                                                                        |                                              |                                              |                                                   |                                                   |                                                   |                                                   |                                                   |                                                   |                                                |                                                |                                                |                                                |                                          |                                          |                                          |                                          |  |  |                                                       |                                                       |                                                       |                                                       |                                                       |                                                       |  |  |                                              |                                              |                                              |                                              |                                              |                                              |  |  |                                           |                                           |                                           |                                           |                                           |                                           |  |  |                                               |                                               |                                               |                                               |                                               |                                               |  |  |                                      |                                      |                                      |                                      |                                      |                                      |  |  |                                                                       |                                                                       |                                                                       |                                                                       |                                                                       |                                                                       |  |  |                               |                               |                               |                               |                               |                               |  |  |
| Alexander z Auerspergu 1818–1866                   | Alexander z Auerspergu 1818–1866                   | Alexander z Auerspergu 1818–1866                   | Alexander z Auerspergu 1818–1866                   | Alexander z Auerspergu 1818–1866                   | Alexander z Auerspergu 1818–1866                   |  |  | Sárolta Szapáryová z Muraszom-bathu, Széchyszigetu a Szapáru 1831–1871 | Sárolta Szapáryová z Muraszom-bathu, Széchyszigetu a Szapáru 1831–1871 | Sárolta Szapáryová z Muraszom-bathu, Széchyszigetu a Szapáru 1831–1871 | Sárolta Szapáryová z Muraszom-bathu, Széchyszigetu a Szapáru 1831–1871 | Sárolta Szapáryová z Muraszom-bathu, Széchyszigetu a Szapáru 1831–1871 | Sárolta Szapáryová z Muraszom-bathu, Széchyszigetu a Szapáru 1831–1871 |                                              |                                              | I. Johana Aloisie Mladotová ze Solopisk 1820–1849 | I. Johana Aloisie Mladotová ze Solopisk 1820–1849 | I. Johana Aloisie Mladotová ze Solopisk 1820–1849 | I. Johana Aloisie Mladotová ze Solopisk 1820–1849 | I. Johana Aloisie Mladotová ze Solopisk 1820–1849 | I. Johana Aloisie Mladotová ze Solopisk 1820–1849 |                                                |                                                | 2. Adolf Vilém z Auerspergu 1821–1885          | 2. Adolf Vilém z Auerspergu 1821–1885          | 2. Adolf Vilém z Auerspergu 1821–1885    | 2. Adolf Vilém z Auerspergu 1821–1885    | 2. Adolf Vilém z Auerspergu 1821–1885    | 2. Adolf Vilém z Auerspergu 1821–1885    |  |  | 1. II. Johana Festeticsová z Tolny 1830–1884          | 1. II. Johana Festeticsová z Tolny 1830–1884          | 1. II. Johana Festeticsová z Tolny 1830–1884          | 1. II. Johana Festeticsová z Tolny 1830–1884          | 1. II. Johana Festeticsová z Tolny 1830–1884          | 1. II. Johana Festeticsová z Tolny 1830–1884          |  |  | Karel Vilém z Auerspergu, 8. kníže 1814–1890 | Karel Vilém z Auerspergu, 8. kníže 1814–1890 | Karel Vilém z Auerspergu, 8. kníže 1814–1890 | Karel Vilém z Auerspergu, 8. kníže 1814–1890 | Karel Vilém z Auerspergu, 8. kníže 1814–1890 | Karel Vilém z Auerspergu, 8. kníže 1814–1890 |  |  | Arnoštka Festeticsová z Tolny 1831–1901   | Arnoštka Festeticsová z Tolny 1831–1901   | Arnoštka Festeticsová z Tolny 1831–1901   | Arnoštka Festeticsová z Tolny 1831–1901   | Arnoštka Festeticsová z Tolny 1831–1901   | Arnoštka Festeticsová z Tolny 1831–1901   |  |  |                                               |                                               |                                               |                                               |                                               |                                               |  |  |                                      |                                      |                                      |                                      |                                      |                                      |  |  |                                                                       |                                                                       |                                                                       |                                                                       |                                                                       |                                                                       |  |  |                               |                               |                               |                               |                               |                               |  |  |
| Alexander z Auerspergu 1818–1866                   | Alexander z Auerspergu 1818–1866                   | Alexander z Auerspergu 1818–1866                   | Alexander z Auerspergu 1818–1866                   | Alexander z Auerspergu 1818–1866                   | Alexander z Auerspergu 1818–1866                   |  |  | Sárolta Szapáryová z Muraszom-bathu, Széchyszigetu a Szapáru 1831–1871 | Sárolta Szapáryová z Muraszom-bathu, Széchyszigetu a Szapáru 1831–1871 | Sárolta Szapáryová z Muraszom-bathu, Széchyszigetu a Szapáru 1831–1871 | Sárolta Szapáryová z Muraszom-bathu, Széchyszigetu a Szapáru 1831–1871 | Sárolta Szapáryová z Muraszom-bathu, Széchyszigetu a Szapáru 1831–1871 | Sárolta Szapáryová z Muraszom-bathu, Széchyszigetu a Szapáru 1831–1871 |                                              |                                              | I. Johana Aloisie Mladotová ze Solopisk 1820–1849 | I. Johana Aloisie Mladotová ze Solopisk 1820–1849 | I. Johana Aloisie Mladotová ze Solopisk 1820–1849 | I. Johana Aloisie Mladotová ze Solopisk 1820–1849 | I. Johana Aloisie Mladotová ze Solopisk 1820–1849 | I. Johana Aloisie Mladotová ze Solopisk 1820–1849 |                                                |                                                | 2. Adolf Vilém z Auerspergu 1821–1885          | 2. Adolf Vilém z Auerspergu 1821–1885          | 2. Adolf Vilém z Auerspergu 1821–1885    | 2. Adolf Vilém z Auerspergu 1821–1885    | 2. Adolf Vilém z Auerspergu 1821–1885    | 2. Adolf Vilém z Auerspergu 1821–1885    |  |  | 1. II. Johana Festeticsová z Tolny 1830–1884          | 1. II. Johana Festeticsová z Tolny 1830–1884          | 1. II. Johana Festeticsová z Tolny 1830–1884          | 1. II. Johana Festeticsová z Tolny 1830–1884          | 1. II. Johana Festeticsová z Tolny 1830–1884          | 1. II. Johana Festeticsová z Tolny 1830–1884          |  |  | Karel Vilém z Auerspergu, 8. kníže 1814–1890 | Karel Vilém z Auerspergu, 8. kníže 1814–1890 | Karel Vilém z Auerspergu, 8. kníže 1814–1890 | Karel Vilém z Auerspergu, 8. kníže 1814–1890 | Karel Vilém z Auerspergu, 8. kníže 1814–1890 | Karel Vilém z Auerspergu, 8. kníže 1814–1890 |  |  | Arnoštka Festeticsová z Tolny 1831–1901   | Arnoštka Festeticsová z Tolny 1831–1901   | Arnoštka Festeticsová z Tolny 1831–1901   | Arnoštka Festeticsová z Tolny 1831–1901   | Arnoštka Festeticsová z Tolny 1831–1901   | Arnoštka Festeticsová z Tolny 1831–1901   |  |  |                                               |                                               |                                               |                                               |                                               |                                               |  |  |                                      |                                      |                                      |                                      |                                      |                                      |  |  |                                                                       |                                                                       |                                                                       |                                                                       |                                                                       |                                                                       |  |  |                               |                               |                               |                               |                               |                               |  |  |
|                                                    |                                                    |                                                    |                                                    |                                                    |                                                    |  |  |                                                                        |                                                                        |                                                                        |                                                                        |                                                                        |                                                                        |                                              |                                              |                                                   |                                                   |                                                   |                                                   |                                                   |                                                   |                                                |                                                |                                                |                                                |                                          |                                          |                                          |                                          |  |  |                                                       |                                                       |                                                       |                                                       |                                                       |                                                       |  |  |                                              |                                              |                                              |                                              |                                              |                                              |  |  |                                           |                                           |                                           |                                           |                                           |                                           |  |  |                                               |                                               |                                               |                                               |                                               |                                               |  |  |                                      |                                      |                                      |                                      |                                      |                                      |  |  |                                                                       |                                                                       |                                                                       |                                                                       |                                                                       |                                                                       |  |  |                               |                               |                               |                               |                               |                               |  |  |
|                                                    |                                                    |                                                    |                                                    |                                                    |                                                    |  |  |                                                                        |                                                                        |                                                                        |                                                                        |                                                                        |                                                                        |                                              |                                              |                                                   |                                                   |                                                   |                                                   |                                                   |                                                   |                                                |                                                |                                                |                                                |                                          |                                          |                                          |                                          |  |  |                                                       |                                                       |                                                       |                                                       |                                                       |                                                       |  |  |                                              |                                              |                                              |                                              |                                              |                                              |  |  |                                           |                                           |                                           |                                           |                                           |                                           |  |  |                                               |                                               |                                               |                                               |                                               |                                               |  |  |                                      |                                      |                                      |                                      |                                      |                                      |  |  |                                                                       |                                                                       |                                                                       |                                                                       |                                                                       |                                                                       |  |  |                               |                               |                               |                               |                               |                               |  |  |
| x876. Vilém z Auerspergu 1854–1876                 | x876. Vilém z Auerspergu 1854–1876                 | x876. Vilém z Auerspergu 1854–1876                 | x876. Vilém z Auerspergu 1854–1876                 | x876. Vilém z Auerspergu 1854–1876                 | x876. Vilém z Auerspergu 1854–1876                 |  |  | Johanna z Auerspergu 1860–1922                                         | Johanna z Auerspergu 1860–1922                                         | Johanna z Auerspergu 1860–1922                                         | Johanna z Auerspergu 1860–1922                                         | Johanna z Auerspergu 1860–1922                                         | Johanna z Auerspergu 1860–1922                                         |                                              |                                              | Alain Benjamin Rohan 1853–1914                    | Alain Benjamin Rohan 1853–1914                    | Alain Benjamin Rohan 1853–1914                    | Alain Benjamin Rohan 1853–1914                    | Alain Benjamin Rohan 1853–1914                    | Alain Benjamin Rohan 1853–1914                    |                                                |                                                | Ernestine z Auerspergu 1862–1935               | Ernestine z Auerspergu 1862–1935               | Ernestine z Auerspergu 1862–1935         | Ernestine z Auerspergu 1862–1935         | Ernestine z Auerspergu 1862–1935         | Ernestine z Auerspergu 1862–1935         |  |  | Karl Maria Alexander z Auerspergu, 9. kníže 1859–1927 | Karl Maria Alexander z Auerspergu, 9. kníže 1859–1927 | Karl Maria Alexander z Auerspergu, 9. kníže 1859–1927 | Karl Maria Alexander z Auerspergu, 9. kníže 1859–1927 | Karl Maria Alexander z Auerspergu, 9. kníže 1859–1927 | Karl Maria Alexander z Auerspergu, 9. kníže 1859–1927 |  |  | Eleonore Breunner-Enkevoirthová 1864–1920    | Eleonore Breunner-Enkevoirthová 1864–1920    | Eleonore Breunner-Enkevoirthová 1864–1920    | Eleonore Breunner-Enkevoirthová 1864–1920    | Eleonore Breunner-Enkevoirthová 1864–1920    | Eleonore Breunner-Enkevoirthová 1864–1920    |  |  | Aglaë z Auerspergu 1868–1919              | Aglaë z Auerspergu 1868–1919              | Aglaë z Auerspergu 1868–1919              | Aglaë z Auerspergu 1868–1919              | Aglaë z Auerspergu 1868–1919              | Aglaë z Auerspergu 1868–1919              |  |  | Ferdinand Vincenc Kinský 1866–1916            | Ferdinand Vincenc Kinský 1866–1916            | Ferdinand Vincenc Kinský 1866–1916            | Ferdinand Vincenc Kinský 1866–1916            | Ferdinand Vincenc Kinský 1866–1916            | Ferdinand Vincenc Kinský 1866–1916            |  |  | Franz z Auerspergu 1869–1918         | Franz z Auerspergu 1869–1918         | Franz z Auerspergu 1869–1918         | Franz z Auerspergu 1869–1918         | Franz z Auerspergu 1869–1918         | Franz z Auerspergu 1869–1918         |  |  | Florence Elsworth Hazard 1882–?                                       | Florence Elsworth Hazard 1882–?                                       | Florence Elsworth Hazard 1882–?                                       | Florence Elsworth Hazard 1882–?                                       | Florence Elsworth Hazard 1882–?                                       | Florence Elsworth Hazard 1882–?                                       |  |  |                               |                               |                               |                               |                               |                               |  |  |
| x876. Vilém z Auerspergu 1854–1876                 | x876. Vilém z Auerspergu 1854–1876                 | x876. Vilém z Auerspergu 1854–1876                 | x876. Vilém z Auerspergu 1854–1876                 | x876. Vilém z Auerspergu 1854–1876                 | x876. Vilém z Auerspergu 1854–1876                 |  |  | Johanna z Auerspergu 1860–1922                                         | Johanna z Auerspergu 1860–1922                                         | Johanna z Auerspergu 1860–1922                                         | Johanna z Auerspergu 1860–1922                                         | Johanna z Auerspergu 1860–1922                                         | Johanna z Auerspergu 1860–1922                                         |                                              |                                              | Alain Benjamin Rohan 1853–1914                    | Alain Benjamin Rohan 1853–1914                    | Alain Benjamin Rohan 1853–1914                    | Alain Benjamin Rohan 1853–1914                    | Alain Benjamin Rohan 1853–1914                    | Alain Benjamin Rohan 1853–1914                    |                                                |                                                | Ernestine z Auerspergu 1862–1935               | Ernestine z Auerspergu 1862–1935               | Ernestine z Auerspergu 1862–1935         | Ernestine z Auerspergu 1862–1935         | Ernestine z Auerspergu 1862–1935         | Ernestine z Auerspergu 1862–1935         |  |  | Karl Maria Alexander z Auerspergu, 9. kníže 1859–1927 | Karl Maria Alexander z Auerspergu, 9. kníže 1859–1927 | Karl Maria Alexander z Auerspergu, 9. kníže 1859–1927 | Karl Maria Alexander z Auerspergu, 9. kníže 1859–1927 | Karl Maria Alexander z Auerspergu, 9. kníže 1859–1927 | Karl Maria Alexander z Auerspergu, 9. kníže 1859–1927 |  |  | Eleonore Breunner-Enkevoirthová 1864–1920    | Eleonore Breunner-Enkevoirthová 1864–1920    | Eleonore Breunner-Enkevoirthová 1864–1920    | Eleonore Breunner-Enkevoirthová 1864–1920    | Eleonore Breunner-Enkevoirthová 1864–1920    | Eleonore Breunner-Enkevoirthová 1864–1920    |  |  | Aglaë z Auerspergu 1868–1919              | Aglaë z Auerspergu 1868–1919              | Aglaë z Auerspergu 1868–1919              | Aglaë z Auerspergu 1868–1919              | Aglaë z Auerspergu 1868–1919              | Aglaë z Auerspergu 1868–1919              |  |  | Ferdinand Vincenc Kinský 1866–1916            | Ferdinand Vincenc Kinský 1866–1916            | Ferdinand Vincenc Kinský 1866–1916            | Ferdinand Vincenc Kinský 1866–1916            | Ferdinand Vincenc Kinský 1866–1916            | Ferdinand Vincenc Kinský 1866–1916            |  |  | Franz z Auerspergu 1869–1918         | Franz z Auerspergu 1869–1918         | Franz z Auerspergu 1869–1918         | Franz z Auerspergu 1869–1918         | Franz z Auerspergu 1869–1918         | Franz z Auerspergu 1869–1918         |  |  | Florence Elsworth Hazard 1882–?                                       | Florence Elsworth Hazard 1882–?                                       | Florence Elsworth Hazard 1882–?                                       | Florence Elsworth Hazard 1882–?                                       | Florence Elsworth Hazard 1882–?                                       | Florence Elsworth Hazard 1882–?                                       |  |  |                               |                               |                               |                               |                               |                               |  |  |
|                                                    |                                                    |                                                    |                                                    |                                                    |                                                    |  |  |                                                                        |                                                                        |                                                                        |                                                                        |                                                                        |                                                                        |                                              |                                              |                                                   |                                                   |                                                   |                                                   |                                                   |                                                   |                                                |                                                |                                                |                                                |                                          |                                          |                                          |                                          |  |  |                                                       |                                                       |                                                       |                                                       |                                                       |                                                       |  |  |                                              |                                              |                                              |                                              |                                              |                                              |  |  |                                           |                                           |                                           |                                           |                                           |                                           |  |  |                                               |                                               |                                               |                                               |                                               |                                               |  |  |                                      |                                      |                                      |                                      |                                      |                                      |  |  |                                                                       |                                                                       |                                                                       |                                                                       |                                                                       |                                                                       |  |  |                               |                               |                               |                               |                               |                               |  |  |
|                                                    |                                                    |                                                    |                                                    |                                                    |                                                    |  |  |                                                                        |                                                                        |                                                                        |                                                                        |                                                                        |                                                                        |                                              |                                              |                                                   |                                                   |                                                   |                                                   |                                                   |                                                   |                                                |                                                |                                                |                                                |                                          |                                          |                                          |                                          |  |  |                                                       |                                                       |                                                       |                                                       |                                                       |                                                       |  |  |                                              |                                              |                                              |                                              |                                              |                                              |  |  |                                           |                                           |                                           |                                           |                                           |                                           |  |  |                                               |                                               |                                               |                                               |                                               |                                               |  |  |                                      |                                      |                                      |                                      |                                      |                                      |  |  |                                                                       |                                                                       |                                                                       |                                                                       |                                                                       |                                                                       |  |  |                               |                               |                               |                               |                               |                               |  |  |
| Margarethe von Schönburg-Hartenstein 1897–1980     | Margarethe von Schönburg-Hartenstein 1897–1980     | Margarethe von Schönburg-Hartenstein 1897–1980     | Margarethe von Schönburg-Hartenstein 1897–1980     | Margarethe von Schönburg-Hartenstein 1897–1980     | Margarethe von Schönburg-Hartenstein 1897–1980     |  |  | Alain Rohan 1896–1976                                                  | Alain Rohan 1896–1976                                                  | Alain Rohan 1896–1976                                                  | Alain Rohan 1896–1976                                                  | Alain Rohan 1896–1976                                                  | Alain Rohan 1896–1976                                                  |                                              |                                              | 3. Vilém Adolf 1886–1886                          | 3. Vilém Adolf 1886–1886                          | 3. Vilém Adolf 1886–1886                          | 3. Vilém Adolf 1886–1886                          | 3. Vilém Adolf 1886–1886                          | 3. Vilém Adolf 1886–1886                          |                                                |                                                | Adolf Auersperg, dědičný princ 1886–1923       | Adolf Auersperg, dědičný princ 1886–1923       | Adolf Auersperg, dědičný princ 1886–1923 | Adolf Auersperg, dědičný princ 1886–1923 | Adolf Auersperg, dědičný princ 1886–1923 | Adolf Auersperg, dědičný princ 1886–1923 |  |  | Gabrielle z Clam-Gallasu 1890–1979                    | Gabrielle z Clam-Gallasu 1890–1979                    | Gabrielle z Clam-Gallasu 1890–1979                    | Gabrielle z Clam-Gallasu 1890–1979                    | Gabrielle z Clam-Gallasu 1890–1979                    | Gabrielle z Clam-Gallasu 1890–1979                    |  |  | Agathe z Auerspergu 1888–1973                | Agathe z Auerspergu 1888–1973                | Agathe z Auerspergu 1888–1973                | Agathe z Auerspergu 1888–1973                | Agathe z Auerspergu 1888–1973                | Agathe z Auerspergu 1888–1973                |  |  | Alexander Schönburg-Hartenstein 1888–1956 | Alexander Schönburg-Hartenstein 1888–1956 | Alexander Schönburg-Hartenstein 1888–1956 | Alexander Schönburg-Hartenstein 1888–1956 | Alexander Schönburg-Hartenstein 1888–1956 | Alexander Schönburg-Hartenstein 1888–1956 |  |  | Johanna z Auerspergu 1890–1967                | Johanna z Auerspergu 1890–1967                | Johanna z Auerspergu 1890–1967                | Johanna z Auerspergu 1890–1967                | Johanna z Auerspergu 1890–1967                | Johanna z Auerspergu 1890–1967                |  |  | Rudolf von Meran 1872–1959           | Rudolf von Meran 1872–1959           | Rudolf von Meran 1872–1959           | Rudolf von Meran 1872–1959           | Rudolf von Meran 1872–1959           | Rudolf von Meran 1872–1959           |  |  | Karl Alain Auersperg-Breunner 1895–1980                               | Karl Alain Auersperg-Breunner 1895–1980                               | Karl Alain Auersperg-Breunner 1895–1980                               | Karl Alain Auersperg-Breunner 1895–1980                               | Karl Alain Auersperg-Breunner 1895–1980                               | Karl Alain Auersperg-Breunner 1895–1980                               |  |  | Henriette von Meran 1904–2000 | Henriette von Meran 1904–2000 | Henriette von Meran 1904–2000 | Henriette von Meran 1904–2000 | Henriette von Meran 1904–2000 | Henriette von Meran 1904–2000 |  |  |
| Margarethe von Schönburg-Hartenstein 1897–1980     | Margarethe von Schönburg-Hartenstein 1897–1980     | Margarethe von Schönburg-Hartenstein 1897–1980     | Margarethe von Schönburg-Hartenstein 1897–1980     | Margarethe von Schönburg-Hartenstein 1897–1980     | Margarethe von Schönburg-Hartenstein 1897–1980     |  |  | Alain Rohan 1896–1976                                                  | Alain Rohan 1896–1976                                                  | Alain Rohan 1896–1976                                                  | Alain Rohan 1896–1976                                                  | Alain Rohan 1896–1976                                                  | Alain Rohan 1896–1976                                                  |                                              |                                              | 3. Vilém Adolf 1886–1886                          | 3. Vilém Adolf 1886–1886                          | 3. Vilém Adolf 1886–1886                          | 3. Vilém Adolf 1886–1886                          | 3. Vilém Adolf 1886–1886                          | 3. Vilém Adolf 1886–1886                          |                                                |                                                | Adolf Auersperg, dědičný princ 1886–1923       | Adolf Auersperg, dědičný princ 1886–1923       | Adolf Auersperg, dědičný princ 1886–1923 | Adolf Auersperg, dědičný princ 1886–1923 | Adolf Auersperg, dědičný princ 1886–1923 | Adolf Auersperg, dědičný princ 1886–1923 |  |  | Gabrielle z Clam-Gallasu 1890–1979                    | Gabrielle z Clam-Gallasu 1890–1979                    | Gabrielle z Clam-Gallasu 1890–1979                    | Gabrielle z Clam-Gallasu 1890–1979                    | Gabrielle z Clam-Gallasu 1890–1979                    | Gabrielle z Clam-Gallasu 1890–1979                    |  |  | Agathe z Auerspergu 1888–1973                | Agathe z Auerspergu 1888–1973                | Agathe z Auerspergu 1888–1973                | Agathe z Auerspergu 1888–1973                | Agathe z Auerspergu 1888–1973                | Agathe z Auerspergu 1888–1973                |  |  | Alexander Schönburg-Hartenstein 1888–1956 | Alexander Schönburg-Hartenstein 1888–1956 | Alexander Schönburg-Hartenstein 1888–1956 | Alexander Schönburg-Hartenstein 1888–1956 | Alexander Schönburg-Hartenstein 1888–1956 | Alexander Schönburg-Hartenstein 1888–1956 |  |  | Johanna z Auerspergu 1890–1967                | Johanna z Auerspergu 1890–1967                | Johanna z Auerspergu 1890–1967                | Johanna z Auerspergu 1890–1967                | Johanna z Auerspergu 1890–1967                | Johanna z Auerspergu 1890–1967                |  |  | Rudolf von Meran 1872–1959           | Rudolf von Meran 1872–1959           | Rudolf von Meran 1872–1959           | Rudolf von Meran 1872–1959           | Rudolf von Meran 1872–1959           | Rudolf von Meran 1872–1959           |  |  | Karl Alain Auersperg-Breunner 1895–1980                               | Karl Alain Auersperg-Breunner 1895–1980                               | Karl Alain Auersperg-Breunner 1895–1980                               | Karl Alain Auersperg-Breunner 1895–1980                               | Karl Alain Auersperg-Breunner 1895–1980                               | Karl Alain Auersperg-Breunner 1895–1980                               |  |  | Henriette von Meran 1904–2000 | Henriette von Meran 1904–2000 | Henriette von Meran 1904–2000 | Henriette von Meran 1904–2000 | Henriette von Meran 1904–2000 | Henriette von Meran 1904–2000 |  |  |